# Геннінг Лунд-Соренсен
Геннінг Лунд-Соренсен (дан. Henning Lund-Sørensen, нар. 20 березня 1942) — колишній данський футбольний арбітр з Орхуса.

## Кар'єра
З 1970 року судив матчі вищого дивізіону Данії і 1974 року отримав статус арбітра ФІФА.
6 вересня 1975 року Лунд-Соренсен судив матч Бельгії проти Ісландії (1-0) у кваліфікації до чемпіонату Європи, яка стала дебютною для арбітра на міжнародному рівні.
Працював на молодіжному чемпіонаті світу 1981 року в Австралії, відсудивши три гри, в тому числі матч за 3-тє місце.
Як арбітр поїхав на чемпіонат світу 1982 року в Іспанії, де відсудив один матч групового етапу Іспанія-Югославія (2:1). У цьому матчі він присудив іспанцям сумнівний пенальті, оскільки фол було вчинено поза межами штрафного майданчика, завдяки чому іспанці здобули перемогу у грі, а Лунд-Соренсен був згодом відправлений додому з турніру, не судивши більше жодних матчів.
Після цієї помилки на великих турнірах не працював, обмежуючись роботою на іграх відбору до чемпіонатів Європи та світу.

## Особисте життя
Геннінг Лунд-Соренсен — син колишнього арбітра ФІФА Акселя Лунда-Соренсена.
Крім данської мови, він також говорить англійською та німецькою мовами.